# بيتروشان
بيتروشان هي بلدية تقع في إقليم أرجيش في رومانيا.